# Цзин Кэ

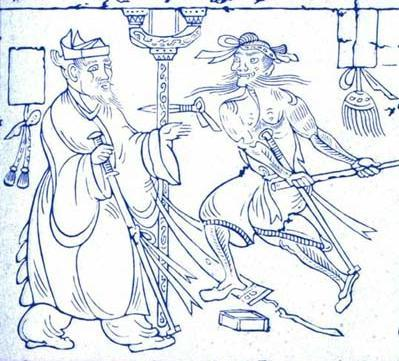
Цзин Кэ покушается на жизнь циньского вана. Реконструкция Л. П. Сытина по каменной стеле I в.

Цзин Кэ (кит. 荆轲 ; ?—227 до н. э.) — знаменитый «клиент-убийца» (刺客, цыкэ — букв. «служилый человек на содержании, готовый заколоть врага»), подосланный Данем — наследником царства Янь, с заданием убить вана царства Цинь — Ин Чжэна, будущего Цинь Шихуан-ди. Однако покушение не удалось, и Цзин Кэ был казнён. Также известен как Цин Цин (кит. 庆卿), Цзин Цин (кит. 荆卿).

## Историческая достоверность
События, связанные с Цзин Кэ и наследником Данем, подробно изложены в главе Янь цэ («Планы княжества Янь») книги «Планы Сражающихся царств» (戰國策, Чжаньгоцэ), откуда почти слово в слово заимствованы Сыма Цянем.
В период Чжаньго, когда развернулась острая борьба между княжествами на фоне растущего могущества царства Цинь и усиления его агрессивности, некоторые представители владений, которым угрожала потеря независимости, неоднократно замышляли покушения на правителя Цинь. В числе заговорщиков не только упомянутые в главе яньский наследник Дань, Цзин Кэ и Гао Цзянь-ли (高漸離), но и силач из княжества Хань по имени Чжан Лян (張良, позднее военачальник у Лю Бана); он подстерег циньского императора у Боланша и метнул в его колесницу тяжелый молот, но попал в сопровождающего. Об этом упомянуто в гл. 55 Ши цзи и в гл. 40 Хань шу.
Рассказ о покушении Цзин Кэ на циньского вана, будущего Цинь Шихуана, стал частью фольклорного наследия китайцев. Это подтверждается тем, что данный сюжет встречается и на мемориальных надписях. Так, ещё в начале XX в. французский синолог Эдуард Шаванн, первый переводчик трудов Сыма Цяня на французский язык, упомянул три каменных надгробных барельефа II в. н. э., посвященных Цзин Кэ.

## Описания покушения
В различных источниках покушение на Цинь Шихуанди, предпринятое Цзин Кэ, описывается с разной степенью детализации. Наиболее подробный рассказ сводится к следующему.
Цзин Кэ происходил из царства Малое Вэй, в юности много странствовал и в конце концов осел в царстве Янь, где его близкими друзьями стали музыкант Гао Цзянь-ли и философ Тянь Гуан. Через какое-то время он встретился с яньским наследником престола Данем, который вернулся в Янь, бежав из Цинь, где находился в качестве заложника. Яньский наследник Дань ранее содержался также заложником в Чжао, а циньский ван Ин Чжэн (будущий Цинь Шихуанди), родившийся там, в юности дружил с Данем. После этого Ин Чжэн стал циньским ваном, а Дань оказался у него заложником.
Отношения двух аристократов постепенно ухудшались, в конечном счете Дань совершил побег (по другим версиям — вымолил себе возможность вернуться домой) и принялся строить планы мести. Среди наёмных убийц (刺客, цыкэ) не нашлось человека, согласного совершить покушение, а согласился только Цзин Кэ.
Яньский наследник заказал для него специальный короткий кинжал «c эфесом в виде ложки» (匕首, би шоу) у чжаоского оружейника Сюй Фу-жэня и сам обработал его лезвие смертельным ядом. Для полной надежности наследник велел испытать кинжал на людях. Всякий, кого хотя бы поцарапали до крови, умирал. Кроме этого, принц Дань дал в напарники Цзин Кэ яньского удальца Цинь У-яна (秦舞陽), известного своей храбростью и задиристостью. Цзин Кэ выразил несогласие с таким решением, считая, что Цинь У-ян не подходит ему в качестве помощника, поскольку он недостаточно хладнокровен для задуманного дела. Тем не менее Цзин Кэ позднее все же отправился в Цинь в сопровождении Цинь У-яна под видом яньского посла, захватив с собой карту земель царства Янь и голову циньского генерала Фань Юй-ци (樊於期), нашедшего укрытие при дворе яньского вана. (Следует заметить, что Цзин Кэ сперва предлагал яньскому наследнику просто казнить генерала, но тот воспротивился. Тогда Цзин Кэ отправился к изгнаннику сам и убедил его совершить самоубийство, пообещав, что отомстит за генерала и за его семью, безжалостно истребленную правителем Цинь.)
Вручить циньскому вану карту Янь значило осуществить официальный акт передачи земель под его протекторат, а голова человека, которого Цинь Шихуанди считал изменником и на которого вел целенаправленную охоту, должна была послужить дополнительным доказательством добрых намерений яньских «дипломатов». В свиток Цзин Кэ завернул отравленный кинжал.
Прибыв ко двору циньского правителя, он намеревался было поднести ему карту. Цинь У-ян, присутствовавший при этом, не сумел сдержать беспокойства, что удивило и насторожило Цинь Шихуанди. На всякий случай Цинь У-яна вывели прочь из покоев. Вынужденный импровизировать, Цзин Кэ приблизился к престолу циньского владыки, держа в руках свиток с картой и ларец с головой Фань Юй-ци.
Когда Цинь Шихуанди разворачивал свиток, кинжал выскользнул наружу. Хотя Цзин Кэ успел поймать кинжал и сделать выпад, лезвие не ранило правителя, но только разорвало его одежду. Цинь Шихуанди так растерялся, что не смог вытащить меч из ножен, и спрятался за колонну. По циньским законам придворным во время приемов в верхних покоях императора не разрешалось носить какого-либо оружия. Вооружённая охрана была размещена в нижних помещениях и без повеления государя не смела подниматься наверх. В момент всеобщей растерянности никто не догадался позвать охрану, поэтому циньскому вану пришлось самому спасать свою жизнь. Цзин Кэ продолжал преследовать циньского вана в течение нескольких минут, пока придворный врач Ся У-цзюй не швырнул в убийцу мешочком с лекарствами. Придворные стали кричать вану, чтобы он сначала закинул меч за спину, и он наконец смог вытащить мечи из ножен.
Инстинктивно заслонившись от мешочка с лекарствами, Цзин Кэ пропустил выпад циньского вана и получил тяжёлое ранение в бедро. Отчаявшись, он швырнул в Цинь Шихуанди кинжал, но промахнулся. Цинь Шихуанди перешел в атаку и нанес оставшемуся безоружным убийце восемь ран. Согласно одному источнику, подбежавшие чиновники прикончили Цзин Кэ, согласно же другой версии, он остался жив и позднее был четвертован. Сыма Цянь указывает, что перед смертью Цзин Кэ сказал: «Мой замысел не удался, потому что я хотел захватить правителя в заложники, чтобы добиться соглашения и доложить об этом наследнику».
Врач Ся У-цзюй, помешавший Цзин Кэ убить Цинь Шихуанди, получил баснословное вознаграждение — двести «и» («и» — древняя мера веса, равная 24 лянам), что составляет 179 килограммов золота. В конечном счете результат покушения получился противоположным тому, что желал яньский наследник — циньский ван не был убит, но получил прекрасный повод для нападения на Янь. Чтобы отомстить яньцам, циньский правитель приказал бросить на царство Янь все силы Цинь. Наследник Дань в сопровождении немногих приближенных укрылся в районе реки Яньшуй, но был убит слугами, подкупленными его собственным отцом. Хотя яньский ван послал Цинь Шихуанди голову Даня в доказательство своей лояльности, это не спасло царство Янь от окончательного разорения. В 222 г. до н. э. Янь было уничтожено.
Гао Цзянь-ли, скрывавшийся долгое время в глуши, перебивался случайными подработками, пока однажды не выказал своё умение играть на гуслях. Став популярным исполнителем, он привлек внимание циньского императора и был вызван к его двору. Там Гао Цзянь-ли немедленно опознали. Цинь Шихуанди сохранил ему жизнь и даже сделал своим приближённым, но приказал ослепить. Однажды Гао Цзянь-ли подложил кусочки свинца в свои гусли и посреди выступления попытался ударить ими императора по голове, но промахнулся и был казнён.

Вышеизложенная история покушения приведена у Сыма Цяня и представляется наиболее близкой к действительности. В китайском народном творчестве периода Хань можно найти несколько отличающиеся версии событий, связанных с Цзин Кэ. Они содержат больше фантастических элементов и во многом обязаны этим наивной трактовке текстов Ши цзи и Чжаньгоцэ. Так, например, в повести «Яньский наследник Дань» указывается, что Цинь Шихуанди, издеваясь над Данем, обещал отпустить принца домой, когда у ворона (или лошади) вырастут рога, а с неба упадет проросшее зерно. Когда Дань взмолился о пощаде, так и случилось, и раздосадованный Цинь Шихуанди был вынужден исполнить своё обещание. Очевидно, что история эта восходит к следующим словам из главы 86 труда Сыма Цяня: 

Когда некоторые говорят о Цзин Кэ, то вспоминают [о том, как] он выполнил волю наследника Даня. Другие называют эту историю «с неба падало зерно, у лошадей вырастали рога», но это неправильно.
В данном случае выражение «с неба падало зерно, у лошадей вырастали рога» (тянь юй ли, ма шэн цзюэ) является расхожим эквивалентом небылицы.

## Репутация
Образ Цзин Кэ как героя в классической литературе Китая — конфуцианская антициньская пропаганда, направленная против легистов.

## Цзин Кэ в искусстве
- Тао Юань-мин. «Воспеваю Цзин Кэ». — По-русски в книге: Тао Юань-мин. Лирика, перевод Льва Эйдлина, М., 1964.
- В 1959 году в СССР вышла книга Ольги Гурьян «Повесть о Великой Стене», в которой подробно описано покушение Цзин Кэ на Ши Хуанди.
- В 1999 году Чэнь Кайгэ снял фильм «Император и убийца», в целом следующий версии «Ши цзи».
- В 2000 году вышел фильм «Горец: Конец игры», продолжающий франшизу, начатую классическим фильмом «Горец» (1986). В этом фильме Цзин Кэ представлен как один из величайших бессмертных. Согласно версии авторов сценария, Цзин Кэ служил надсмотрщиком у Великой Китайской стены, однако, возмущенный жестокой политикой императора, приведшей к бессчетным человеческим жертвам на строительстве, задумал покушение на него. Как и в реальной истории, план Цзин Кэ провалился, однако сам он после казни очнулся в новом теле бессмертного. С тех пор Цзин Кэ время от времени принимал участие в народных восстаниях против имперского правительства разных эпох, пока в конце XIX века не встретился с Джейкобом Келлом и не поступил к нему в ученики.
- В 2002 году Чжан Имоу снял фильм «Герой», представляющий собой переосмысление легенды о Цзин Кэ. Сам он, однако, в этом фильме ни разу не назван по имени.
- В романе Юлии Латыниной «Джаханнам, или до встречи в аду» (2005) чеченский террорист Халид Хасаев, задумавший совершить крупномасштабный террористический акт с захватом нескольких сотен заложников, скрывается от преследователей под видом китайца по имени Цзин Кэ.
- В японской игре Fate/Grand Order присутствует девушка-слуга класса ассасин Цзин Кэ.